# Wilhelm Schulz-Stutz

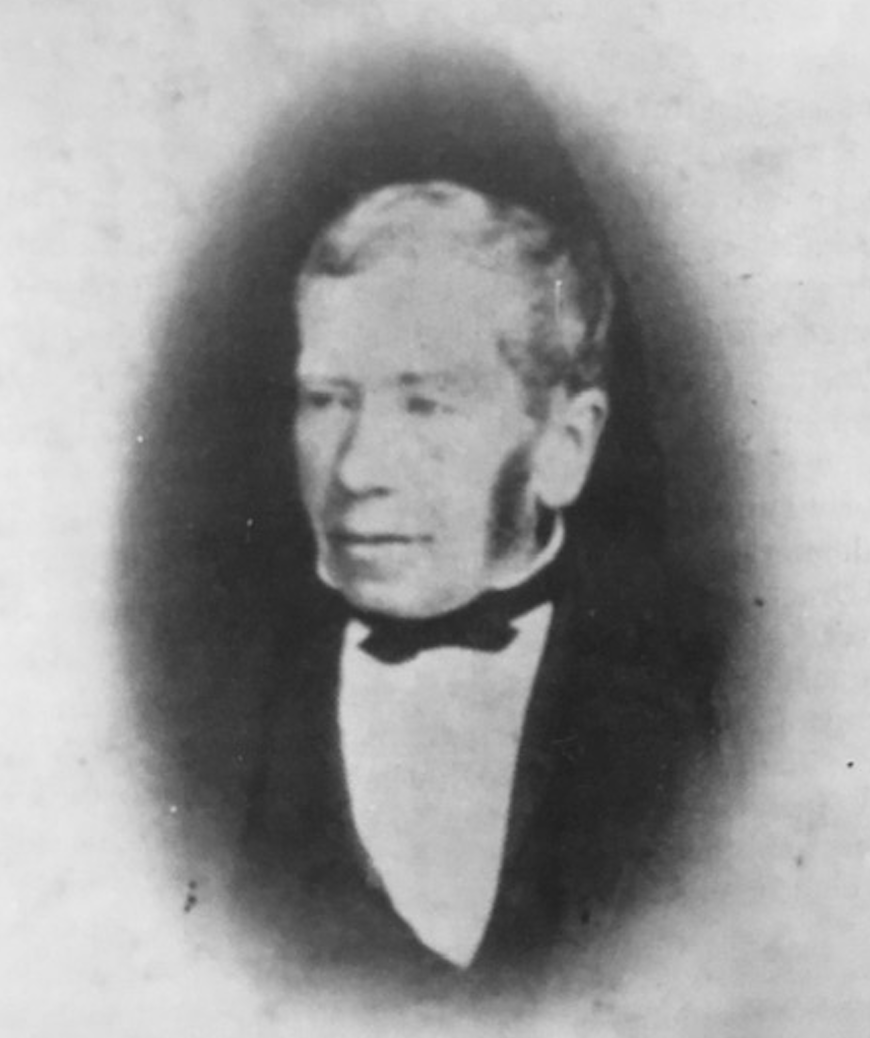
Wilhelm Schulz-Stutz, um 1875

Wilhelm Schulz-Stutz (* 21. November 1807 in Lörrach; † 25. März 1879 in Liestal) war ein deutsch-schweizerischer Buchdrucker. Er war der erste und einzige amtliche Buchdrucker im Kanton Basel-Landschaft. Bekannt ist er durch die Veröffentlichung seiner Notizen aus den Jahren 1832 bis 1835, in welchen er die Basler Kantonstrennung beschreibt.

## Biografie

### Herkunft und Kindheit
Wilhelm Schulz-Stutz’ Eltern waren Maria Elisabetha Schulz, geborene Breitenfeld (1769–1817), aus Basel und Johann Friedrich Schulz (1768–1837) aus Lörrach. Der Vater war von Beruf Kleinuhrenmacher, also Handwerker, wie auch dessen Vater Johann Friedrich Schultz (sic!) (1725–1787), welcher das Gewerbe des Seidenwirkers und Knopfmachers ausübte. Dieser Grossvater von Wilhelm Schulz stammte aus Frankfurt an der Oder und migrierte als junger Mann nach Lörrach – die Familie Schulz war also kein eingesessenes Lörracher Geschlecht. Gleichwohl besass Wilhelm Schulz seit seiner Geburt das Bürgerrecht von Lörrach.
Wilhelm Schulz hatte einen um neun Jahre älteren Bruder mit Namen Ernst Friedrich Schulz (1798–1874), der von Beruf Blechner war. Die Kindheit und Jugend von Wilhelm Schulz liegt völlig im Dunkeln. Aus den Lebensdaten seiner Eltern geht lediglich hervor, dass seine Mutter bereits während der Hungerkrise im Jahr 1817 starb – Wilhelm Schulz war damals zehn Jahre alt.

### Lehr- und Wanderjahre
In Zofingen absolvierte Schulz seine vierjährige Lehre als Drucker und blieb anschliessend noch drei weitere Jahre im selben Geschäft. Sein Aufenthalt in Zofingen dürfte sich über die Jahre 1825–1832 erstreckt haben. Verschiedene Indizien sprechen dafür, dass Wilhelm Schulz seine Buchdruckerlehre beim Zofinger Schulmeister und Drucker Daniel Sutermeister absolvierte. Dieser eröffnete im Jahr 1810 die nachweisbar erste Buchdruckerei inklusive Buchladen in Zofingen. Ohne direkte Erben zu hinterlassen, starb Sutermeister im Jahr 1829. Der amtliche Kurator der Hinterlassenschaften des Druckereibesitzers liess die Buchhandlung und Druckerei zum Verkauf ausschreiben. Da anfänglich kein Käufer gefunden werden konnte, führte ein Cousin des Verstorbenen das Geschäft vorerst weiter. An der Redaktion des wöchentlich erscheinenden Anzeigeblättchens scheint auch der damals in Zofingen tätige Zeichnungslehrer und spätere basellandschaftliche Revoluzzer Benedikt Banga beteiligt gewesen zu sein. Es ist naheliegend, dass sich Schulz und Banga hier kennengelernt haben.

### Ruf nach Liestal
Während in Zofingen nach einem neuen Besitzer für den Druckereiapparat Ausschau gehalten wurde, waren die politischen Wogen zwischen den Landbürgern und den Stadtbaslern bereits alles andere als geglättet. In seiner Sitzung vom 11. April 1832 erteilte der Verfassungsrat des eben erste gegründeten Kantons Basel-Landschaft Benedikt Banga den Auftrag, er solle unverzüglich eine Druckerpresse kaufen. Banga, der sich aus politischen Gründen als Lehrer an der Bezirksschule Zofingen unmöglich gemacht hatte, half der landschaftlichen Verwaltungskommission mit dem Ankauf der Druckerei aus der Erbschaft des Zofingers Sutermeister aus der Verlegenheit. Vor der Installierung einer eigenen Druckerei mussten nämlich weit entfernte Druckereien aus Sursee, Zürich, Burgdorf BE, Mulhouse und Reutlingen für das Baselbiet in die Lücke springen. Nun aber hatte auch die Regierung in Liestal ihre eigene Druckerei in Gang gesetzt, mit Wilhelm Schulz ihren eigenen Drucker angeheuert und mit der Gründung der ersten eigenen Zeitung, des Unerschrockenen Raurachers, ein Pendant zur Baseler Zeitung. Da die Aufzeichnungen des Druckers mit seinem zweiten Wohnsitzwechsel von Zofingen nach Liestal 1832 zusammenfallen, kann über die Zeit vorher nur spekuliert werden. Fest steht, dass Schulz aufgrund seiner beruflichen Fähigkeiten und seiner Bekanntschaft mit Benedikt Banga dem Ruf der Baselbieter Regierung gefolgt war und im Regierungsgebäude ein gutes halbes Jahr als amtlicher Buchdrucker für den Staat arbeitete, solange, bis die Druckerei der Regierung zu kostspielig geworden war.

### Familie
Am 30. Januar 1853 heiratete Schulz in der Stadtkirche St. Martin in Liestal. Seine Braut war eine Einheimische aus einem alteingesessenen Liestaler Geschlecht: Anna Elisabetha Stutz (1816–1874). In erster Ehe war Anna Stutz seit 1839 mit dem Mecklenburger Buchdrucker Ludwig Albert Heiner Lierow verheiratet. Dieser kam wahrscheinlich Ende der Dreissiger Jahre aus deutschen Landen nach Liestal und erwarb das Bürgerrecht von Lauwil. Es ist naheliegend, dass sich Lierow und Schulz an ihrem gemeinsamen Arbeitsplatz, der Buchdruckerei «Banga und Honegger», kennenlernten. Lierow starb kurz vor der Geburt seines jüngsten Sohnes Albert (1851–1924). Nebst Albert brachte Anna Schulz-Stutz noch drei weitere Kinder in ihre zweite Ehe mit. Es waren dies Margaretha Sophia (* 1839), Johannes August (* 1844) und Anna Elisabeth (* 1847).
1854 – Wilhelm Schulz war damals 47 Jahre alt – kam sein erstes eigenes Kind, die Tochter Wilhelmina († 1917), zur Welt. 1857 wurde die zweite Tochter, Susanna Maria († 1919), geboren. Ein Jahr später erblickte der einzige Sohn, Jakob Wilhelm († 1899) das Licht der Welt und 1863 gebar ihm seine Frau im Alter von fast fünfzig Jahren Anna († 1939).
Im von Schulz selber verfassten Adressbüchlein wird als Wohnsitz die Zuchthausgasse (heute Amtshausgasse) in Liestal angegeben. Den Brandversicherungsbüchern aus dem Staatsarchiv Basel-Landschaft lässt sich entnehmen, dass es sich bei dem von der Familie Schulz bewohnten Gebäude um den dritten und vierten Stock einer Stein-Behausung mit sieben Zimmern, einer Küche, einem Gewölbekeller und einem Ziegeldach handelte.

### Lebensende
Nach langer Krankheit verstarb Wilhelm Schulz am 25. März 1879. Seine Notizen aus dem Jahr 1832 stellen ein einmaliges Selbstzeugnis in der Entstehungsgeschichte des Kantons Basel-Landschaft dar. Schulz selbst veröffentlichte sie vier Jahre vor seinem Tod.

## Kantonstrennung und Kantonsgründung

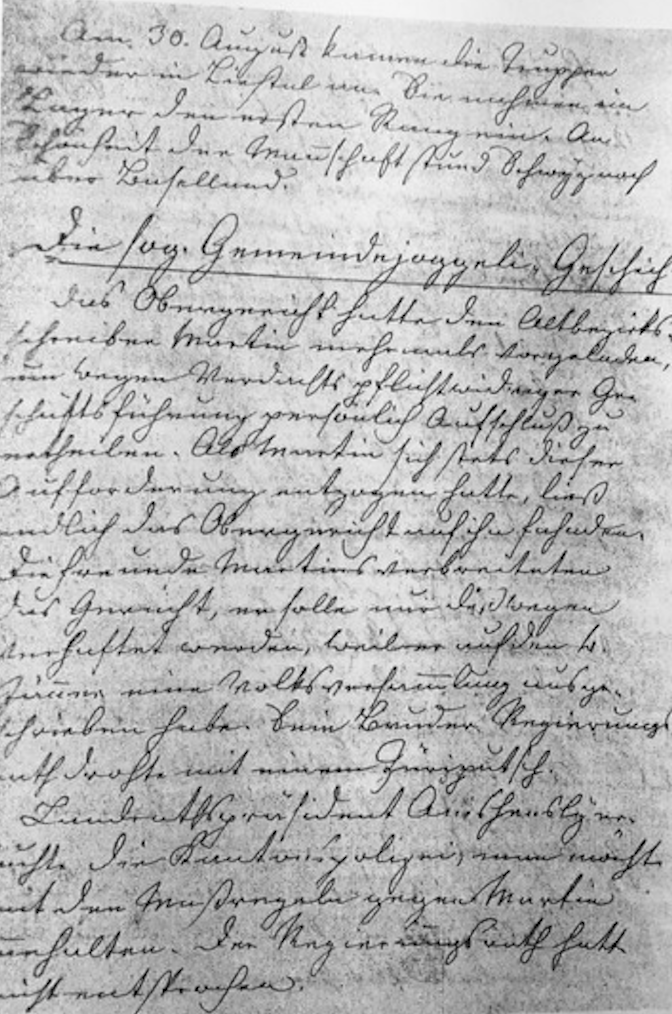
Eine Seite aus den Aufzeichnungen von Wilhelm Schulz-Stutz (StABL, PA 6298)

Klappt man die Chronik von Wilhelm Schulz auf, dann lesen sich seine Aufzeichnungen über weite Strecken wie eine beinahe ununterbrochene Abfolge von blutigen Gräueltaten, sausenden Kanonenkugeln, rasselnden Säbelklingen, chaotischen Tumulten, hinterhältigen Brandstiftungen und raffgiereigen Plünderungen. Aus solchen spektakulären Gewaltereignissen liesse sich für die Jahre vor, während und nach der Basler Kantonstrennung von 1833 ein grässliches Panoptikum bedrohlicher Gewalttätigkeit vorführen.